# Kandel (sommet)
Pour les articles homonymes, voir Kandel.
Le Kandel est un sommet de la Forêt-Noire situé à proximité de la ville de Waldkirch. Son altitude est de 1 242 m. En raison de sa situation en bordure du massif, il est particulièrement impressionnant.

## Loisirs
Le Kandel dispose de chemins de randonnée, comme le Kandelhöhenweg. L'escalade est même possible sur une falaise et il s'y trouve une pente pour deltaplaneurs et parapentistes. Une route très populaire auprès des cyclistes et motocyclistes, de 12 km pour 926 m de dénivelé, mène presque au sommet.
En 2000, la troisième étape du Tour d'Allemagne est passée par le Kandel. Udo Bölts a été le premier à atteindre le sommet. Le 13 août 2005, un contre-la-montre de Waldkirch au Kandel a eu lieu dans le cadre du Regio Tour. Il a été remporté par Tony Martin avec un temps de 33 minutes et 43 secondes.
La course en montagne du Kandel a également lieu chaque année. Le départ est donné au centre de Waldkirch. Il s'agit d'une grimpée de 12,2 km pour 980 m de dénivelé jusqu'au sommet. Depuis 1986, Wolfgang Muenzel détient le record de 48 minutes et 39 secondes.
Le sommet peut également être atteint en bus par St. Peter.
En hiver, des remontées mécaniques sont disponibles, et si les conditions de neige sont bonnes, une piste de ski de fond de 5 km de long est préparée.